# 펑신둬
펑신둬(중국어 간체자: 冯薪朵, 정체자: 馮薪朵, 병음: Féng Xīnduǒ, 일본어: 馮薪朵 , 한국 한자: 馮薪朵 풍신타, 1992년 1월 24일 ~ )는 중국의 아이돌 가수이며, 걸 그룹 SNH48 팀Nll의 캡틴이다. 중화인민공화국 랴오닝성 출신이다.
SNH48 총선거에서는 제1회 총선거에 권외하였지만, 제2회에 12위로 탑걸즈인 선발에 이름을 올렸다. 그리고 제3회는 무려 7단계나 상승한 5위로 이름을 올렸다.